# Andrzej N. Rybicki
Andrzej N. Rybicki (ur. 1949) - elektronik, biznesmen międzynarodowy pochodzenia polskiego. W 1973 r. ukończył studia na Wydziale Elektroniki Politechniki Poznańskiej. Pracował w przedsiębiorstwach takich jak Nokia, Salora OY, Blonder Tongue Laboratories, STMicroelectronics. Członek rady nadzorczej TVN. Założyciel i jeden największych współwłaścicieli międzynarodowej firmy ADB. Obecnie obywatel USA.